# ROV Scorpio

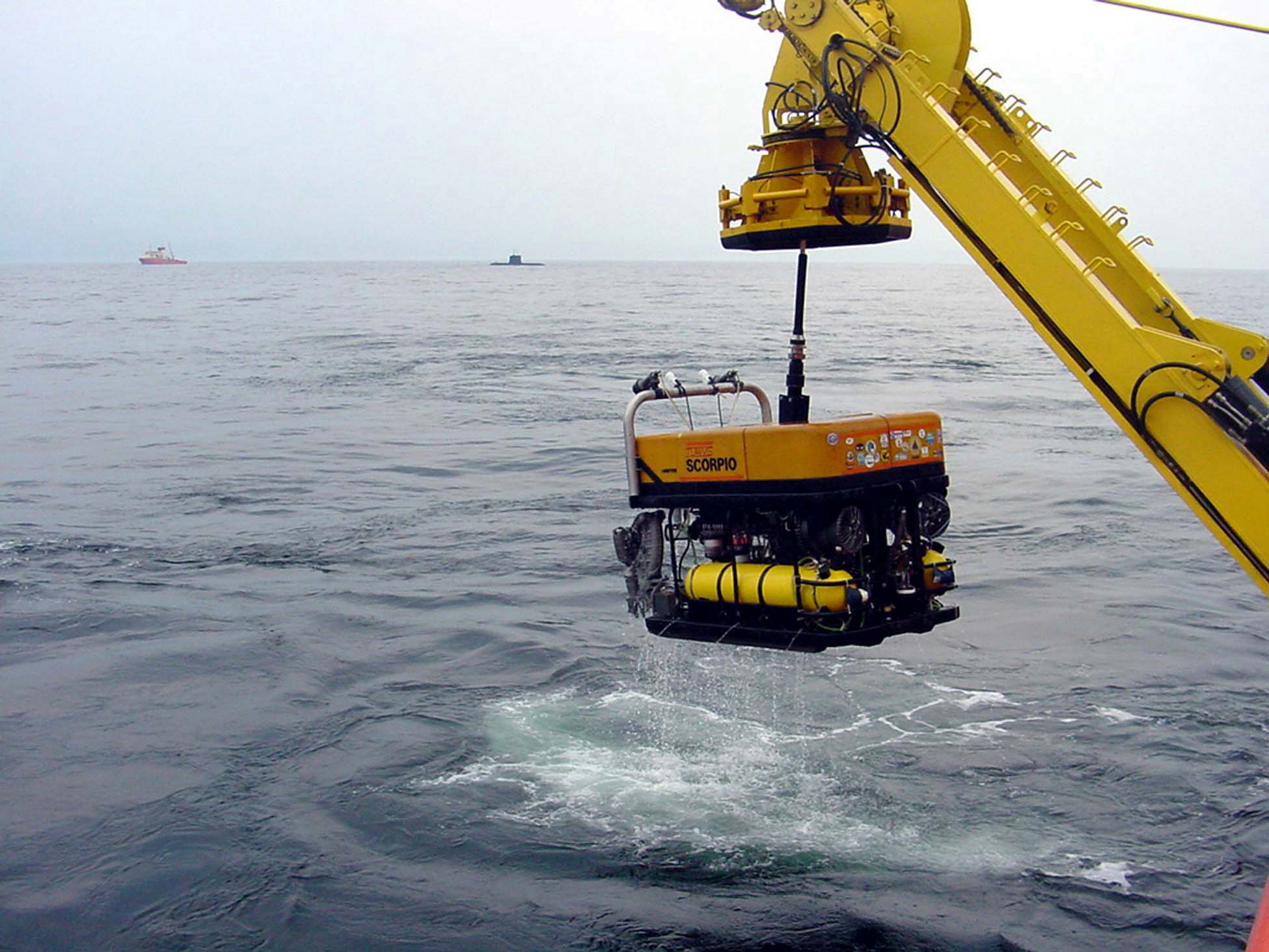
Super Scorpio

Scorpio ist die Bezeichnung für einen fernsteuerbaren, unbemannten Tauchroboter (Remotely Operated Vehicle), der von den Unterwasserrettungsdiensten der Royal Navy und United States Navy eingesetzt wird. Tauchroboter werden benötigt, wenn der Einsatz von Tauchern aufgrund der Wassertiefe nicht mehr möglich oder zu gefährlich ist. Bedient wird der Scorpio durch sechs Personen an Bord eines Bergungsschiffes. Mit diesen ist er über ein Kabel verbunden, durch das die Steuerbefehle aber auch die Daten der Kameras übermittelt werden. Für einen Einsatz benötigt man eine Vorlaufzeit von rund zwölf Stunden.
Es existieren zwei Versionen, der Scorpio 45 der britischen Marine und der Super Scorpio der US-Marine. Während der Super Scorpio eine größere Tauchtiefe erreicht, verfügt der Scorpio 45 über ein breiteres Spektrum an technischer Ausrüstung. Diese musste beim Super Scorpio reduziert werden, um das zusätzliche Gewicht der massiveren Bauweise zumindest teilweise auszugleichen. Für den weltweiten Einsatz hält Großbritannien einen Scorpio in Glasgow bereit, die USA zwei in San Diego. Sie können innerhalb von weniger als 24 Stunden per Flugzeug an jeden Ort der Welt transportiert werden.
Die Scorpios werden für eine Vielzahl von Aufgaben verwendet. Ihr ursprünglicher Zweck war die Wartung und Reparatur von Unterwasserpipelines. 1985 wurde erstmals ein Scorpio zur Bergung eines Flugschreibers eingesetzt, nachdem eine Boeing 747 vor Irland in den Atlantik gestürzt war. Der Scorpio 45 wird von der Royal Navy auch bei der Unterwassererkundung eingesetzt. Er wurde bei der Rettung von sieben russischen Seeleuten eingesetzt, die im August 2005 mit ihrem Rettungs-U-Boot der Pris-Klasse vor der Kamtschatka-Halbinsel auf dem Meeresgrund gefangen waren.

## Technische Angaben
| Kategorie   | Scorpio 45 | Super Scorpio |
| ----------- | --- | --- |
| Länge:      | 2,75 Meter | 2,42 Meter |
| Breite:     | 1,80 Meter | 1,22 Meter |
| Höhe:       | 1,80 Meter | 1,22 Meter |
| Gewicht:    | 1,4 Tonnen | 2,04 Tonnen |
| Tauchtiefe: | 925 Meter | 1520 Meter |
| Ausrüstung: | - Drei Kameras und je ein Sonar-, Radar- und Tiefenmesssystem - Schneide- und Sägevorrichtungen (durchtrennen bis zu 7 cm dicke Stahlkabel) - Hebevorrichtungen - Pumpen | - Zwei Kameras und je ein Sonar-, Radar- und Tiefenmesssystem - Schneide- und Sägevorrichtungen (durchtrennen bis zu 2,5 cm dicke Stahlkabel) - Hebevorrichtungen |
| Besonderes: | Meist sind auch Sauerstoffkerzen und Medikamente vorhanden sowie ein Unterwassertelefon, mit dem Retter mit eingesperrten Seeleuten Kontakt aufnehmen können.            | |